# توماس دی وال
توماس دی وال (انگلیسی: Thomas de Waal؛ زادهٔ ۷ دسامبر ۱۹۶۶) روزنامه‌نگار نویسنده و کارشناس اروپای شرقی و قفقاز اهل انگلستان است.

## کتابشناسی
- «فاجعه بزرگ، ارمنیان و ترک‌ها در سایه نسل‌کشی»
- «باغ سیاه، ارمنستان و آذربایجان در جنگ و صلح»